# Limbach bei Neudau
Limbach bei Neudau è stato un comune austriaco nel distretto di Hartberg-Fürstenfeld (e in precedenza in quello di Hartberg), in Stiria. È stato soppresso il 31 dicembre 2014 e dal 1º gennaio 2015 il suo territorio è stato ripartito tra i comuni di Bad Waltersdorf (frazione di Oberlimbach) e di Neudau (frazione di Unterlimbach).